# Henrik Menzel

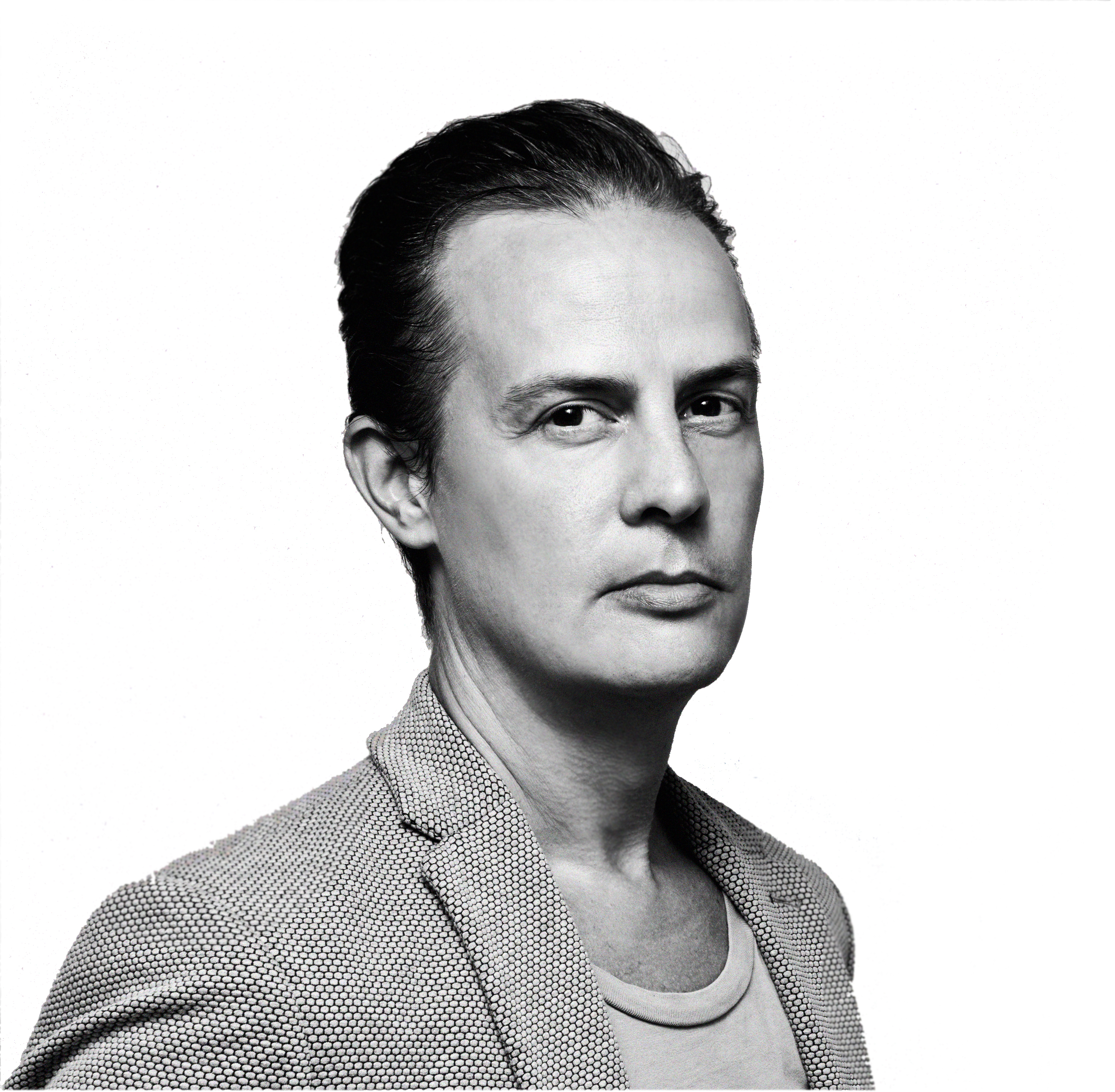
Henrik Menzel (2016)

Henrik Menzel ist ein deutscher Musiker, Musikproduzent und Komponist aus Hamburg.

## Leben
Menzel produzierte Alben und Singles für Udo Lindenberg, Sasha, Bootsy Collins, Till Brönner, Lil’ Kim und andere Musiker.
Andreas Herbig, Peter Jem Seifert und Menzel verantworteten musikalische Leitung, Arrangement und Produktion von Udo Lindenbergs DVD MTV Unplugged – Live aus dem Hotel Atlantic.

## Auszeichnungen
2012 wurde Menzel der deutsche Musikpreis „Echo“ in der Kategorie „bester Produzent/bestes Produzenten-Team“ verliehen.
2016 wurde Menzel ebenfalls der deutsche Musikpreis „Echo“ in der Kategorie „bester Produzent/bestes Produzenten-Team“ verliehen.